# Conquistadores: Adventvm
Conquistadores: Adventvm (Конкістадори: Адвент) — іспанський телевізійний серіал 2017 року, присвячений Добі великих географічних відкриттів. Режисер  — Ізраель дель Санто. Знятий для каналу №О компанії Movistar+. Перший сезон складається з 8 серій. Описує 30-річну історію відкриття і підкорення Кастилією обох Америк, починаючи з 1492 року. Розповідь ведеться від імені анонімного очевидця, сучасника Колумба, Охеди, Пісаро, Кортеса, Магеллана, Елькано та інших. Сценарій поєднує історичну реальність із художнім вимислом, базується на ідеях антиклерикалізму, анти-європоцентризму і культурного релятивізму. Конкістадори постають як авантюристи-невдахи, садисти, психопати. Негативно зображено кастильську аристократію, духовенство (за винятком Бартоломе де лас Касаса), а також Святий Престол. Їм протиставляються американські аборигени (індіанці) — захисники батьківщини, носії простих і загальнолюдських цінностей. Португальці, які були конкурентами кастильців у добу відкриттів, як нерозважливі, недалекі люди, що поступаються навіть кастильцям.